# Paardenbloembladroller
De paardenbloembladroller (Celypha striana) is een nachtvlinder uit de familie Tortricidae, de bladrollers. De spanwijdte van de vlinder bedraagt tussen de 16 en 22 millimeter. De soort overwintert als rups.

## Waardplant
Celypha striana heeft de paardenbloem als waardplant.

## Voorkomen in Nederland en België
Celypha striana is in Nederland en in België een vrij gewone soort. De vliegtijd is van eind mei tot eind september.